# Haltepunkt Frankfurt (Main) Fahrtor
Der Haltepunkt Frankfurt (Main) Fahrtor lag an der Städtischen Verbindungsbahn Frankfurt am Main.

## Bezeichnung
Namensgebend für den Haltepunkt waren das ehemalige Fahrtor in der mittelalterlichen Frankfurter Stadtbefestigung zum Main hin und die nach ihm benannte Gasse, die an dieser Stelle vom Römerberg zum Main führt und ihre verkehrliche Fortsetzung im Eisernen Steg findet.

## Geschichte
Der Haltepunkt wurde entweder bereits 1859 in Betrieb genommen oder erst nachdem die Hessische Ludwigsbahn (HLB) 1872 die Frankfurt-Hanauer Eisenbahn-Gesellschaft (FHE) und deren Betrieb – auch auf der Verbindungsbahn – übernommen hatte. Die HLB ließ ab 1880 Züge aus ihrem Stammnetz von der Main-Lahn-Bahn aus Richtung Limburg über die Verbindungsbahn auf die neu erworbene Strecke der ehemaligen FHE übergehen. Der Haltepunkt Fahrtor besaß ein eigenes Empfangsgebäude. Dessen Mittelteil war eine offene Halle, die von zwei Giebelbauten eingefasst war. Der Personenverkehr endete hier am 1. April 1913, als die Bahnstrecke Frankfurt–Hanau über den neu errichteten Ostbahnhof und die Deutschherrnbrücke mit dem Südbahnhof verbunden wurde.
Als 1945 alle Eisenbahnbrücken über den Main zerstört waren, erlangte die Verbindungsbahn erneut Bedeutung für den überörtlichen Verkehr: Sie stellte die einzige Verbindung der westlichen und östlichen Bahnanlagen Frankfurts dar. Die Kleinbahn Frankfurt-Königstein führte hier vom 13. Juli bis zum 30. September 1945 Züge vom Bahnhof Frankfurt-Höchst und dem wieder belebten Haltepunkt Fahrtor zum Bahnhof Frankfurt-Mainkur.

## Wissenswert
Im Bereich des ehemaligen Haltepunkts, vor dem ehemaligen Fahrtor und dem Eisernen Steg, befindet sich heute ein Haltepunkt im an mehreren Wochenenden im Jahr angebotenen Museumsbetrieb der Historischen Eisenbahn Frankfurt (HEF). Dieser allerdings wurde nach der Brücke, „Eiserner Steg“, benannt.